# 컴퓨터 과학 철학
컴퓨터 과학 철학(Philosophy of computer science)은 컴퓨터 과학 연구에서 발생하는 철학적 질문과 관련이 있다. 물리학의 철학이나 수리철학과 같은 컴퓨터 과학 철학을 발전시키려는 일부 시도에도 불구하고, 컴퓨터 과학 철학의 내용, 목표, 초점 또는 주제에 대한 공통된 이해는 아직 없다. 컴퓨터 프로그램의 추상적 성격과 컴퓨터 과학의 기술적 야망으로 인해 컴퓨터 과학 철학의 개념적 질문 중 상당수는 과학철학, 수리철학, 기술철학과도 유사하다.

## 같이 보기
- 컴퓨터를 이용한 증명
- 인공지능 철학
- 정보철학
- 수리철학
- 과학철학
- 기술철학